# Patricia Cano
Patricia Cano es una bailarina peruana.

## Biografía
Nacida en Lima, Perú. Patricia inició sus estudios en la Escuela Nacional de Ballet y luego los continuó en la Asociación Choreartium, bajo la dirección de Lucy Telge. 
En 1981, obtuvo el Gran Premio de la Ciudad de Trujillo en el III Festival Internacional de Ballet, además de una beca por un año en la Academie de Danse Classique Princesse Grace de Mónaco, otorgada por la propia Directora de la escuela, la maestra Marika Besobrasova, Presidenta del Jurado de la competición.
En 1983, obtuvo la Medalla de Oro en la categoría Senior del IV Festival Internacional de Ballet realizado en Trujillo. El mismo año, integró el elenco fundador del Ballet Municipal de Lima en el cual se convirtió en Primera Bailarina. 
Dos años más tarde, viajó a La Habana (Cuba) donde obtuvo una beca integral por seis meses con el Ballet Nacional de Cuba, alternando con la Joven Guardia de la compañía en calidad de Artista Invitada. 
En 1989, siguió cursos de perfeccionamiento en el School of American Ballet y en el David Howard Dance Center de Nueva York, en este último gracias a una beca otorgada por el propio director. En 1990 y 1992, el Círculo de Cronistas del Espectáculo le otorgó el premio Circe por su trayectoria como Primera Bailarina del BML. También fue galardonada con el Premio Diana. 
En 1993, forma parte del Ballet de Cámara Nina Novak de Caracas (Venezuela) por una corta temporada y luego ingresa como Bailarina Principal al Ballet Contemporáneo de Caracas, compañía con la que realiza giras por todo el interior de Venezuela, Holanda, Italia e Israel. En 1996, de regreso en Perú, se reincorpora al elenco del BML en calidad de Primera Bailarina, agrupación con la que ha realizado giras a Colombia, Paraguay, Cuba, Bolivia y Ecuador. 
Ha interpretado los principales roles en obras como El Lago de los Cisnes, Giselle, La Fille Mal Gardee, Don Quijote, Carmen, El Corsario, La Bayadera, La Sylphide y el Escocés, Cascanueces, La Bella Durmiente, Blanca Nieves, Romeo y Julieta, Paquita, La Perricholi, Coppelia, entre otros. 
El 2008, marcó la celebración de sus bodas de plata profesionales al lado del Ballet Municipal de Lima y su imagen fue incorporada a la sala de figuras destacadas de la danza en el Museo del Teatro Segura de Lima, Perú.
Actualmente alterna su profesión de bailarina con la docencia. Enseñó en la Asociación Choreartium, la Asociación de Artistas Aficionados (AAA), el Colegio Santa Úrsula, el Colegio Antonio Raimondi y posteriormente en la Escuela Nacional Superior de Ballet.

## Obras
El Lago de los Cisnes, Cascanueces, La Bella Durmiente, Don Quijote, La Fille mal Gardée, Giselle, La Bayadera, Carmen, La Perricholi, Romeo y Julieta, El Corsario, Blanca Nieves, La Sylphide y El Escocés, Baile de graduados, Serenata para cuerdas, Coppelia, entre otros.

## Premios obtenidos y reconocimientos
- 2008: Celebración de Bodas de Plata - Diploma de reconocimiento a la trayectoria entregado por la Municipalidad de Lima e incorporación a la sala de figuras destacadas en el Museo del Teatro Segura.
- 1990: Premio CIRCE - Otorgado por el Círculo de cronistas del espectáculo por su destacada labor artística como Primera Bailarina.
- 1989: Premio CIRCE - Otorgado por el Círculo de cronistas del espectáculo por su destacada labor artística como Primera Bailarina.
- 1989: Beca integral - David Howard Dance Center - New York (USA).
- 1984: Beca integral - Ballet Nacional de Cuba, participando de las giras con la Joven Guardia dentro de todo el territorio cubano.
- 1983: Medalla de Oro y diploma - IV Festival Internacional de Trujillo (Perú), categoría Senior
- 1981: Premio y Medalla Especial de la Gran Ciudad de Trujillo - III Festival Internacional de Trujillo (Perú). Premio otorgado por el público a la participación más destacada de todo el festival.
- 1981: Beca integral Academie de Dansse Clasique Princesse Grace de Mónaco (Montecarlo) - Premio otorgado por la propia directora de la escuela, Marika Besobrasova, Presidenta del Jurado del III Festival Internacional de Trujillo.